# Stephanskirchen
Stephanskirchen település Németországban, azon belül Bajorországban. Lakosainak száma 10 872 fő (2023. december 31.). Stephanskirchen Prutting, Riedering, Vogtareuth, Rohrdorf, Bad Endorf, Rosenheim és Schechen községekkel határos.

## Népesség
A település népessége az elmúlt években az alábbi módon változott:
| Lakosok száma | 1615 | 5705 | 8453 | 8909 | 10 005 | 10 133 | 10 348 | 10 487 | 10 643 | 10 872 |
|               | 1875 | 1950 | 1975 | 1987 | 2012   | 2014   | 2016   | 2017   | 2021   | 2023   |